# Eudule pulchiocolora
Eudule pulchiocolora är en fjärilsart som beskrevs av Jacob Hübner 1823. Eudule pulchiocolora ingår i släktet Eudule och familjen mätare. Inga underarter finns listade i Catalogue of Life.